# John Mensah
John Mensah (Obuasi, 29 de novembro de 1982) é um futebolista ganês que atua como zagueiro. Atualmente, joga no Rennes.

## Carreira
Mensah representou a Seleção Ganesa de Futebol nas Olimpíadas de 2004. Mensah disputou duas Copas do Mundo 2006 e 2010.

## Títulos
Gana
- Campeonato Africano das Nações: 2012 2º Lugar.